# University of Maryland School of Dentistry

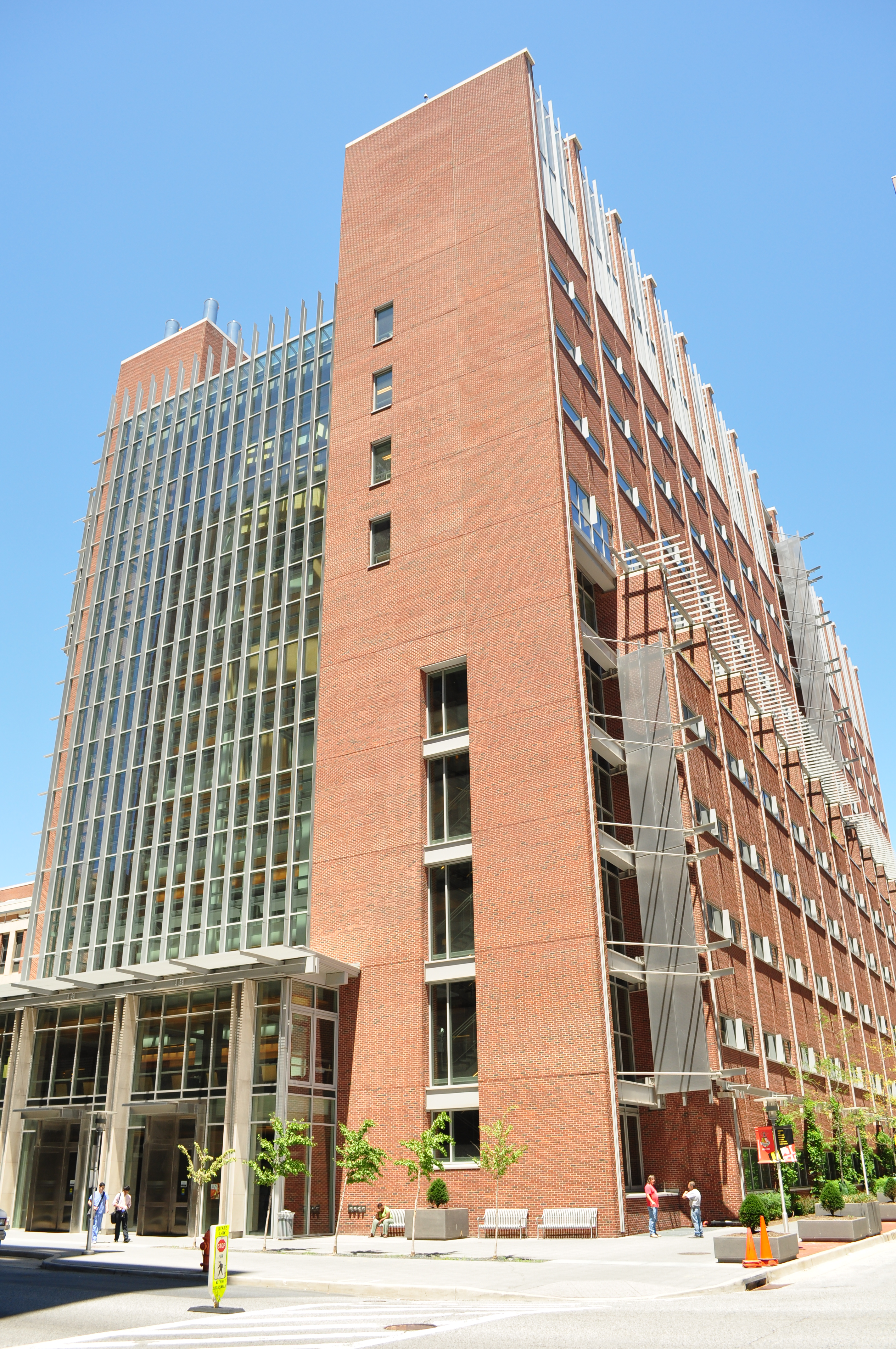
Escola de Odontologia da Universidade de Maryland

University of Maryland School of Dentistry (ou em português: Escola de Odontologia da Universidade de Maryland) é a escola de odontologia do Sistema Universitário de Maryland. Foi fundada como uma instituição independente, o Baltimore College of Dental Surgery, em 1840 e foi o local de nascimento do título de Doutor em Cirurgia Dentária. É conhecida como a primeira faculdade de odontologia do mundo. Ela está sediada na Universidade de Maryland, campus de Baltimore. É a única escola de odontologia em Maryland.